# Montilaira uta
Genre
Espèce
Synonymes
- Hilaira uta Chamberlin, 1919

Montilaira uta, unique représentant du genre Montilaira, est une espèce d'araignées aranéomorphes de la famille des Linyphiidae.

## Distribution
Cette espèce se rencontre aux États-Unis en Utah et au Wyoming et au Canada en Alberta ,.

## Publications originales
- Chamberlin, 1919 : New western spiders. Annals of the Entomology Society of America, vol. 12, p. 239-260.
- Chamberlin, 1921 : Linyphiidae of St. Paul Island, Alaska. Proceedings of the New York Entomological Society, vol. 29, p. 35-43.